# Louis Émile Train
Louis Émile Train, communément appelé Émile Train, né le 22 octobre 1877 à Saint-Étienne (Loire) et mort le 10 octobre 1939 à Villemomble (Seine-Saint-Denis), est un pionnier de l'aviation.

## Biographie

### Origine et formation

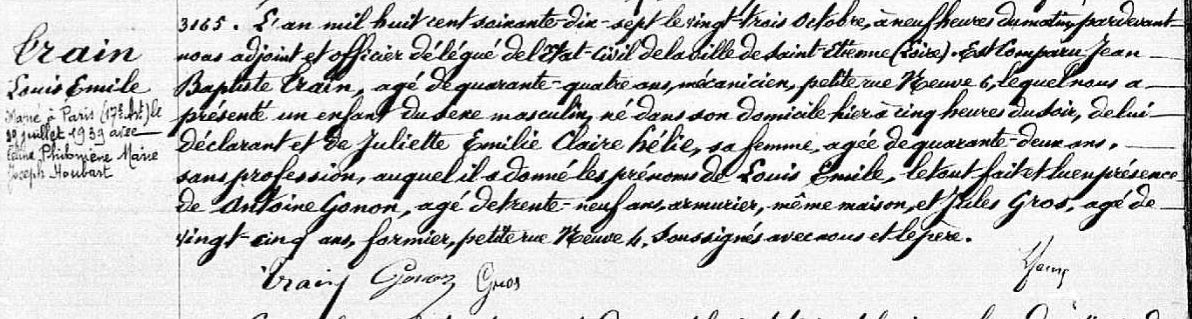
Acte de naissance de Louis Emile Train.

Louis Émile Train est né le 22 octobre 1877, 6, petite rue Neuve (actuelle rue Louis Merley) à Saint-Étienne du mariage de Jean Baptiste Train, mécanicien, et de Juliette Émilie Claire Hélie, sans profession.
Après des études à l’École pratique d'industrie de Saint-Étienne, Émile Train travaille 
durant quatre ans auprès de son père en qualité de mécanicien et se consacre très tôt à la moto ainsi qu'à l'automobile où il travaille chez De Dion-Bouton. Installé en 1902 à Courbevoie, il conçoit son premier moteur de moto. Il entreprend plusieurs voyages en France et en Europe durant lesquels il perfectionne ses compétences en mécanique. Il construit des distributeurs automatiques qu'il brevète. Le succès est là et il fait fortune.

### Pilote (malheureux) et constructeur d'avions
Dès 1909, il s'oriente vers l'aviation. Il s'installe au camp de Châlons où il crée un atelier. Il construit rapidement son avion « 1 », entièrement métallique. Il adopte la formule monoplan, avec un centre de gravité bas, qu'il conservera sur ses modèles suivants. Il progresse rapidement : moins de quinze jours après avoir construit son avion, il obtient son brevet de pilote le 9 août 1910 sous le numéro 167,.

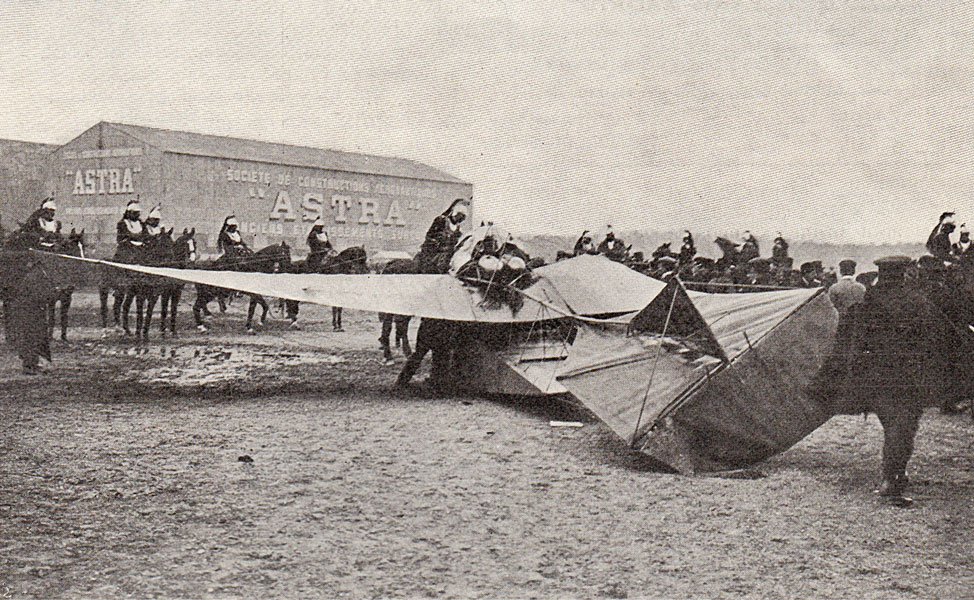
Le monoplan d’Émile Train, entouré des cuirassiers après le crash.

Il peut alors prétendre participer aux manifestations les plus importantes de l'époque. Ainsi le dimanche 21 mai 1911, à 5 h du matin, plusieurs centaines de milliers de Parisiens se pressent sur le terrain d'aviation d'Issy-les-Moulineaux pour assister au départ de la course aérienne Paris-Madrid 1911, organisée par le Petit Parisien et que remportera, resté seul en lice, Jules Védrines sur un avion Morane. Au moment des envols, survient toutefois un drame qui va endeuiller la France. Émile Train, en difficulté avec le moteur du monoplan de sa fabrication, décide de revenir se poser sur la piste à l'instant précis où un peloton de cuirassiers la traverse. Pour éviter les cavaliers, il essaye de virer, mais comme il l'expliquera après le drame, le moteur faiblissait de plus en plus et ne lui permettait plus d'effectuer de virage : « Je redressais l'appareil et tentais d'aller atterrir au-delà du peloton. Je fis l'impossible pour prolonger mon vol ; j'allais y arriver lorsque l'appareil, complètement cabré, s'abattit lourdement sur un groupe d'officiels ». Maurice Berteaux, ministre de la Guerre meurt sur le coup, un bras sectionné par l'hélice, tandis qu'Ernest Monis, président du conseil et Henri Deutsch de la Meurthe souffrent de blessures diverses. Louis Barthou, ancien président de la commission sportive aéronautique, met en cause l'aérodrome d'Issy-les-Moulineaux, terrain malencontreusement implanté dans une cuvette, exposée aux remous et bordé d'habitations. 
Une enquête dégage bientôt la responsabilité d’Émile Train, reconnaissant son adresse et les qualités de son monoplan, lequel entièrement conçu avec des tubes d'acier, à l'exception de l'hélice, des patins et des nervures d'aile, avait fait des essais remarqués au printemps 1910. Les observateurs, surtout des militaires, apprécièrent la stabilité et l'excellente tenue au vent de cet appareil capable de voler à 95 km/h et qui, par ailleurs, offrait à son pilote une bonne visibilité tous azimuts. En outre, les ailes pouvaient être démontées et remontées en l'espace de dix minutes. Séduite par le monoplan, qu'elle avait testé en mars et avril 1911, l'armée en commanda quinze exemplaires, dont plusieurs destinés aux colonies. Malgré ces encouragements, Émile Train perd le goût du pilotage, même si, en août 1911, il participe brillamment au meeting organisé sur le terrain de Champirol situé sur les territoires des communes de Villars (Loire) et Saint-Priest-en-Jarez près de sa ville natale et à Bouthéon dans la Loire. Ainsi le 16 août 1911, il remporte le prix offert à l'aviateur qui, le premier, survolerait l'hôtel de ville de Saint-Étienne. Parti de Bouthéon à 18 h 17, il y est de retour à 18 h 45.
Bien qu' ayant renoncé à voler, il réalise encore un appareil, l'avion « 3 » à l'habitacle fermé. Il s'associe ensuite à la société Astra, et crée un hydravion en 1912, mais, l'année suivante, cède son entreprise à Astra. Il occupe ensuite un poste d'ingénieur chez Nieuport-Astra, mais arrête de travailler dans le domaine de l'aviation.

### Constructeur de motos
Il revient à la moto en 1914. Il achète la firme Lurquin Coudert, fondée en 1899. D'abord spécialisée dans la production de moteurs de faible puissance, l'entreprise passe à la gamme supérieure en 1924 et propose des moteurs de 98 à 995 cm3, mono ou bicylindre en « V », refroidi par air ou par eau et destinés aux motos, aux canots automobiles ou à l'industrie. À partir de 1927, il produit ses premières motos complètes, dont la gamme s'étend de 125 à 345 cm3. Il construit aussi des moteurs pour l'agriculture et l'aéronautique,.
Il y travaille jusqu'à sa mort le 10 octobre 1939 à Villemomble (Seine-Saint-Denis). Il est inhumé au cimetière du Centre d'Argenteuil (Val-d'Oise),.

## Pour approfondir